# Jack Nicklaus
Jack William Nicklaus (født 21. januar 1940 i Ohio) er en amerikansk golfspiller som var en stor drivkraft i professionel golf fra 1960'erne til slutningen af 1990'erne. Han regnes af mange som den største golfspiller nogensinde. Sammen med Arnold Palmer får han æren for at have gjort golf til den store publikumssport det er i dag.
Nicklaus begyndte sin professionelle golfkarriere i 1962 og han er den der har vundet flest major-turneringer med 18 stk. Han er desuden den spiller der, efter legenden Sam Snead, har vundet flest turneringer på PGA Touren (73 sejre). Nicklaus er den eneste spiller som har vundet alle de største turneringer både på PGA-touren og Champions Tour.
Ved siden af sin aktive karriere som professionel golfspiller, har Nicklaus skabt et familiedynasti som designer og anlægger golfbaner i det meste af verden. Her ud over produceres golfudstyr og tilbehør som distribueres over det meste af kloden.